# Larch Mountain
Der Larch Mountain (3.480 ft (1.061 m)) ist der höchste freistehende Gipfel im Clark County im US-Bundesstaat Washington. (Die Andesit-Spitzen Pyramid Rock und Sturgeon Rock sind höher, allerdings handelt es sich hier um Felsen auf Graten des Silver Star Mountain.) Der Berg ist von einem Netzwerk von Schotterpisten überzogen, die Teil des Yacolt Burn State Forest sind. Die Ostflanke des Berges wurde 1902 durch einen gigantischen Waldbrand geschädigt, der schließlich zu einem massiven Erdrutsch und zur fast völligen Vegetationslosigkeit dieser Bergflanke führte. Der südliche Abschnitt des Berges ist Teil des Jones Creek Off-Road Vehicle Recreation Area. Vom Picknickplatz am Gipfel hat man westwärts Aussicht auf die Gegend um Vancouver (Washington) und ostwärts zum Silver Star. Ein Arbeitslager (eine Art Gefängnis mit niedriger Sicherheitsstufe) liegt nahebei; seine Insassen bauen Brandschutztrassen und -wege, warten Campingplätze und helfen bei der Waldbrandbekämpfung.

## Livingston Mountain
Livingston Mountain ist der Counterpart (englisch sister peak) des Larch Mountain. Er liegt nördlich von Camas (Washington). Livingston Mountain hat in den vergangenen Jahren große Beliebtheit bei Immobilienprojekten erlangt. Da jedoch Camp Bonneville, ein früherer Posten der U.S. Army, einen Großteil der Nord- und Westflanken des Berges belegt, sind die Entwicklungsmöglichkeiten in dem Gebiet eingeschränkt. Der Berg liegt nur 25 Minuten vom Portland Airport entfernt.

## Natur
Das Gebiet um Livingston und Larch Mountain ist wildreich, u. a. leben Hirsche, Wapitis, Schwarzbären, Coyoten, Gänse, Weißkopfseeadler, Luchse und Pumas hier. Die Flora enthält weit verbreitete große immergrüne Bäume, üppige Farnbestände, Huckleberrys und viele weitere Arten. Aufgrund des Yacolt-Brandes sind die meisten Bäume weniger als 50 Jahre alt; es ist jedoch nicht ungewöhnlich, auf einen Baum zu stoßen, der den Brand überlebt hat und nun über den umliegenden thront.